# Liga Suprema de Ucrania 2002-03
La Liga Suprema de Ucrania 2002-03 fue la 12.ª edición del campeonato de fútbol de máximo nivel en Ucrania. Dinamo Kiev ganó el campeonato.

## Tabla de posiciones
|     | Equipo                         | Pts | PJ | PG | PE | PP | GF | GC |
| --- | ------------------------------ | --- | -- | -- | -- | -- | -- | -- |
| 1.  | Dinamo Kiev                    | 73  | 30 | 23 | 4  | 3  | 66 | 20 |
| 2.  | Shajtar Donetsk                | 70  | 30 | 22 | 4  | 4  | 61 | 24 |
| 3.  | Metalurg Donetsk               | 60  | 30 | 18 | 6  | 6  | 44 | 26 |
| 4.  | Dnipro Dnipropetrovsk          | 59  | 30 | 18 | 5  | 7  | 48 | 27 |
| 5.  | Arsenal Kiev                   | 56  | 30 | 16 | 8  | 6  | 49 | 24 |
| 6.  | Volyn Lutsk                    | 41  | 30 | 12 | 5  | 13 | 37 | 44 |
| 7.  | Karpaty Lviv                   | 36  | 30 | 9  | 9  | 12 | 29 | 37 |
| 8.  | Chernomorets Odessa            | 34  | 30 | 10 | 4  | 16 | 31 | 45 |
| 9.  | Tavriya Simferopol             | 34  | 30 | 9  | 7  | 14 | 36 | 50 |
| 10. | Illichivets Mariupol           | 34  | 30 | 8  | 10 | 12 | 34 | 38 |
| 11. | Vorskla Poltava                | 32  | 30 | 8  | 8  | 14 | 26 | 41 |
| 12. | Kryvbas Kryvyi Rih             | 31  | 30 | 8  | 7  | 15 | 25 | 37 |
| 13. | Polihraftechnika Oleksandriia* | 30  | 30 | 7  | 9  | 14 | 26 | 43 |
| 14. | Obolón Kiev                    | 28  | 30 | 7  | 7  | 16 | 32 | 45 |
| 15. | Metalurg Zaporizhia            | 26  | 30 | 6  | 8  | 16 | 22 | 41 |
| 16. | Metalist Járkov                | 23  | 30 | 6  | 5  | 19 | 19 | 43 |

* Desciende después de quedar en quiebra.
|  | Tercera ronda previa de la Liga de Campeones |
|  | Segunda ronda previa de la Liga de Campeones |
|  | Primera ronda de la Copa de la UEFA          |
|  | Ronda previa de la Copa de la UEFA           |
|  | Descenso a la Persha Liha                    |
|  | Descenso a la Druha Liha                     |